# The Summer Joyride ’92! European Tour
The Summer Joyride '92! European Tour – piąta trasa koncertowa zespołu Roxette, w jej trakcie odbyło się szesnaście koncertów.

## Setlista
1. Hotblooded
2. Dangerous
3. Fading Like a Flower (Every Time You Leave)
4. Church of Your Heart
5. Sleeping Single
6. Spending My Time
7. The Heart Shaped Sea
8. Cry
9. Knockin' on Every Door
10. The Big L.
11. Things Will Never Be the Same
12. It Must Have Been Love
13. Dressed for Success
14. The Look
15. How Do You Do!
16. (Do You Get) Excited?
17. Joyride
18. Perfect Day
19. Listen to Your Heart

### Koncerty
1. 25 czerwca 1992 - Londyn, Anglia - Wembley Arena
2. 27 czerwca 1992 - Bruksela, Belgia - Forest National
3. 28 czerwca 1992 - Den Bosch, Holandia - Brabanthallen
4. 29 czerwca 1992 - Paryż, Francja - Le Zenith
5. 1 lipca 1992 - Berlin, Niemcy - Waldbühne
6. 3 lipca 1992 - Stuttgart, Niemcy - Schleyerhalle
7. 4 lipca 1992 - Bielefeld, Niemcy - Alm-Stadion
8. 5 lipca 1992 - Ringe, Dania - Midtfyn Festival
9. 8 lipca 1992 - Budapeszt, Węgry - Ice Stadium
10. 9 lipca 1992 - Wiedeń, Austria - Neusedlersee
11. 11 lipca 1992 - Zurych, Szwajcaria -Stadion Hardturm
12. 12 lipca 1992 - Salzburg, Austria - Residenplatz
13. 15 lipca 1992 - Dortmund, Niemcy - Westfalenhallen
14. 17 lipca 1992 - Sheffield, Anglia - Sheffield Arena
15. 18 lipca 1992 - Glasgow, Anglia - S.E.C.C
16. 22 lipca 1992 - Sztokholm, Szwecja - Sjöhistoriska muséet